# Wojciech Popiela
Wojciech Artur Popiela (ur. 31 grudnia 1971 w Tarnowie) – polski polityk, prezes Unii Polityki Realnej w latach 2005–2008, wiceprzewodniczący Rady Fundacji PAFERE.

## Życiorys
Ukończył Politechnikę Krakowską i SPR przy Wyższej Szkole Oficerskiej we Wrocławiu. W 1999 został prezesem tarnowskiego oddziału UPR. W ramach porozumienia wyborczego z Platformą Obywatelską, startował bez powodzenia do Sejmu z jej listy w 2001. Od lutego 2005 był wiceprezesem UPR, a od 19 listopada 2005 prezesem partii.
Publikował w tygodniku TEMI i Małopolskiej Gazecie Studenckiej. Był felietonistą miesięcznika „Moja Bochnia i Powiat”, a obecnie publikuje w „Czasie Bocheńskim”. W 2002 był inicjatorem ogólnopolskiej akcji przeciwko przymusowi instalowania kas fiskalnych w taksówkach. W 2003 współorganizował w Krakowie międzynarodową konferencję „Etyczne Fundamenty Gospodarki”. W 2004 bezskutecznie kandydował do Parlamentu Europejskiego.
W wyborach parlamentarnych w 2005 bezskutecznie kandydował z pierwszego miejsca tarnowskiej listy PJKM do Sejmu. W wyborach parlamentarnych w październiku 2007 wystartował z 1. miejsca listy LPR w Warszawie w ramach porozumienia wyborczego UPR z tą partią, jednak nie dostał się do Sejmu, ponieważ jego komitet wyborczy nie przekroczył progu 5% głosów w skali całego kraju. On sam zdobył 6957 głosów.
14 maja 2008, w związku z brakiem rejestracji w wyborach uzupełniających w Krośnie, Wojciech Popiela zrezygnował z funkcji prezesa Unii Polityki Realnej. W 2015 przystąpił do Kongresu Nowej Prawicy.
Prezes zarządu spółki prawa handlowego. Od 2007 żonaty z Anną.